# Tèlecles
Tèlecles (en grec antic: Τηλεκλῆς, en llatí: 'Telecles') fou un dels ambaixadors enviats per la Lliga Aquea a Roma el 160 aC per demanar la devolució dels mil ciutadans que restaven dels agafats pels romans i portats a Itàlia el 167 aC. Especialment Tèlecles i el seu col·lega Xenó d'Ègion van intercedir per l'historiador Polibi i per Estraci de Tritea i van suplicar al senat romà, però la seva petició va ser rebutjada.
L'any 155 aC els dos ambaixadors van tornar a Roma amb la mateixa missió i el senat es va mostrar més receptiu, i segurament hi hauria hagut majoria per acceptar la seva sol·licitud, però Aulus Postumi, el pretor que presidia la reunió, va parlar en contra i va arrossegar a la majoria, segons explica Polibi.